# Rajesultanpur
Rajesultanpur es una pueblo y nagar Panchayat situada en el distrito de Ambedkar Nagar en el estado de Uttar Pradesh (India). Su población es de 30698 habitantes (2011). Se encuentra a 120 km de Benarés y a 250 km de Lucknow.